# Montharville
Montharville ist eine französische Gemeinde mit 103 Einwohnern (Stand: 1. Januar 2022) im Département Eure-et-Loir in der Region Centre-Val de Loire; sie gehört zum Arrondissement Châteaudun und zum Kanton Châteaudun.

## Geographie
Montharville liegt etwa zehn Kilometer nördlich des Stadtzentrums von Châteaudun. Umgeben wird Montharville von den Nachbargemeinden Trizay-lès-Bonneval im Norden, Bonneval im Osten, Flacey im Süden sowie Dangeau im Westen.

## Bevölkerungsentwicklung
| Jahr                       | 1962 | 1968 | 1975 | 1982 | 1990 | 1999 | 2006 | 2013 | 2020 |
| Einwohner                  | 87   | 79   | 71   | 87   | 94   | 77   | 96   | 95   | 100  |
| Quellen: Cassini und INSEE |      |      |      |      |      |      |      |      |      |

## Sehenswürdigkeiten
- Kirche Saint-Vran
- Schloss Vrainville

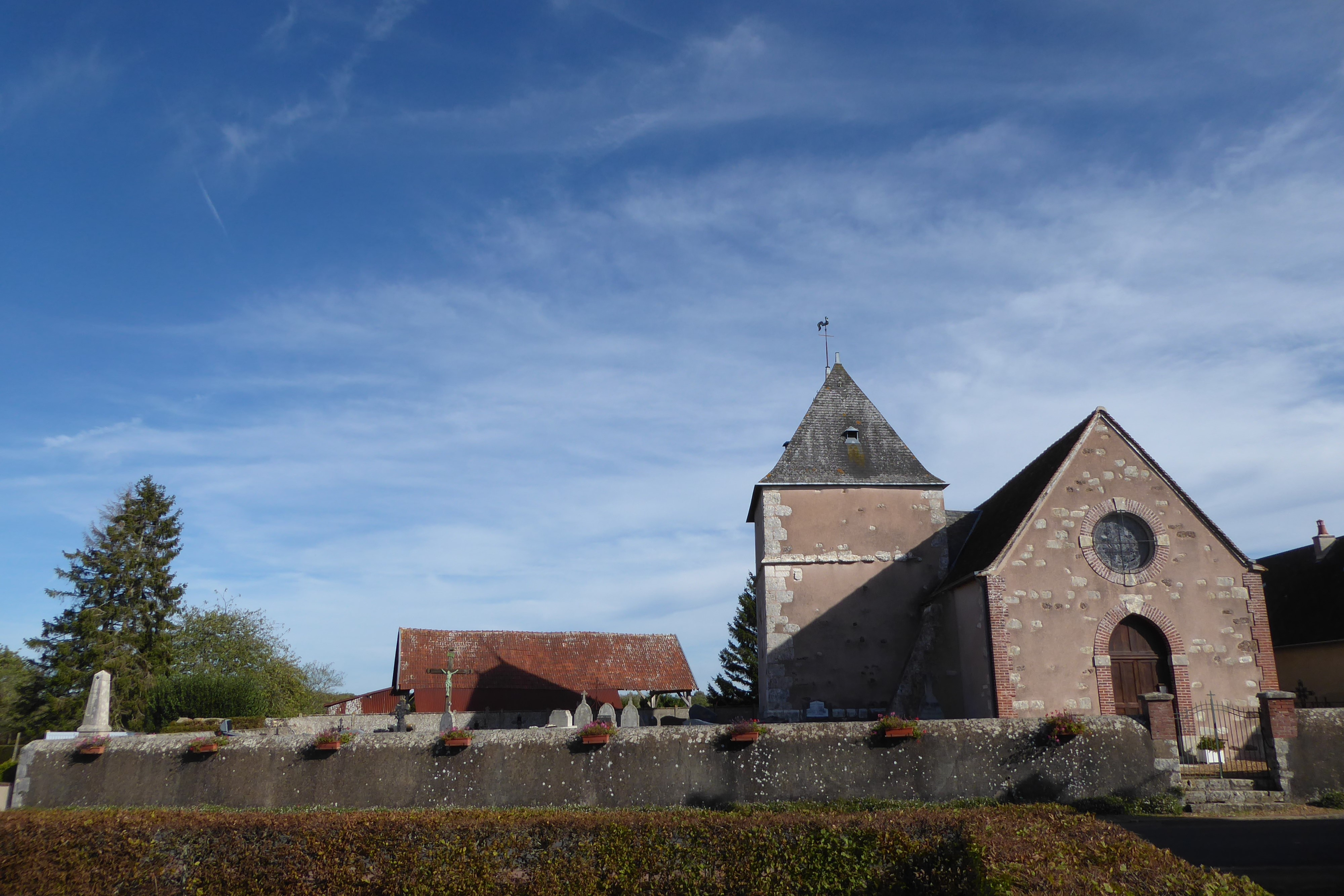
Kirche Saint-Vrain
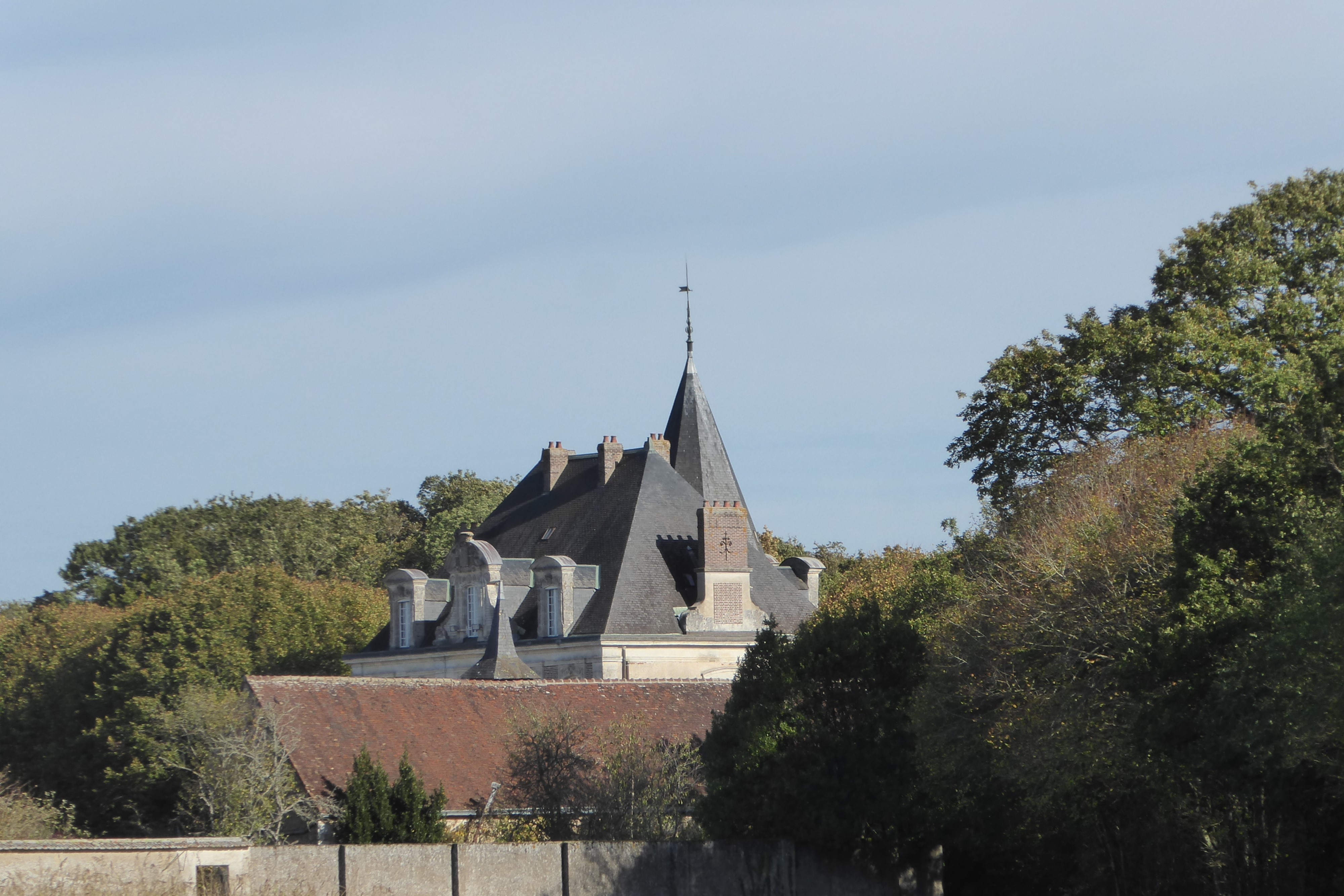
Schloss